# Laura Siegemund

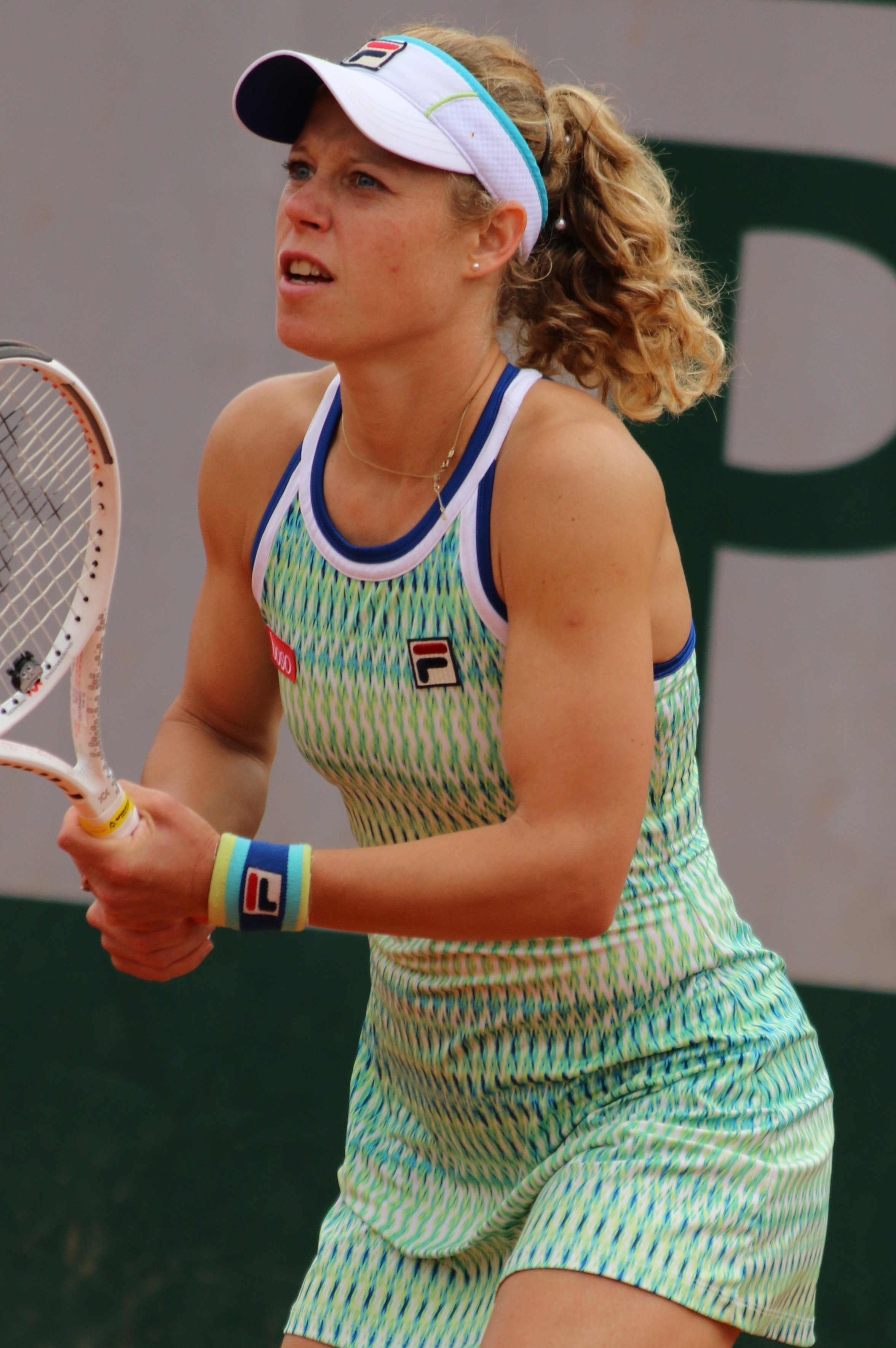
Roland Garros 2019

Laura Natalie Siegemund (Filderstadt, 4 maart 1988) is een tennisspeelster uit Duitsland. Siegemund begon met tennis toen zij drie jaar oud was. Haar favoriete ondergrond is hardcourt en gravel. Zij speelt rechtshandig en heeft een tweehandige backhand. Zij is actief in het internationale tennis sinds 2002.

## Loopbaan

### Enkelspel
Siegemund debuteerde in 2002 op het ITF-toernooi van Horb (Duitsland). Zij stond in 2006 voor het eerst in een finale, op het ITF-toernooi van Lagos (Nigeria) – zij verloor van de Poolse Magdalena Kiszczyńska. Een maand later veroverde Siegemund haar eerste titel, op het ITF-toernooi van Mallorca (Spanje), door de Française Gracia Radovanovic te verslaan. Tot op heden(juni 2025) won zij veertien ITF-titels, de meest recente in 2022 in Pörtschach (Oostenrijk).
In 2010 kwalificeerde Siegemund zich voor het eerst voor een WTA-hoofdtoernooi, op het toernooi van Båstad. Zij stond in 2016 voor het eerst in een WTA-finale, op het toernooi van Stuttgart – zij verloor van landgenote Angelique Kerber. Later dat jaar veroverde Siegemund haar eerste WTA-titel, op het toernooi van Båstad, door de Tsjechische Kateřina Siniaková te verslaan.
In 2016 bereikte Siegemund op de Olympische Spelen van Rio de Janeiro de kwartfinale, waarin zij verloor van de latere winnares.
In 2017 won zij haar eerste titel op het "Premier"-niveau, in Stuttgart.
Haar beste resultaat op de grandslamtoernooien is het bereiken van de halve finale, op Roland Garros 2020. Haar hoogste notering op de WTA-ranglijst is de 27e plaats, die zij bereikte in augustus 2016.

### Dubbelspel
Siegemund behaalde in het dubbelspel betere resultaten dan in het enkelspel. Zij debuteerde in 2004 op het ITF-toernooi van Manama (Bahrein) samen met de Egyptische Rawya Seif. Zij stond in 2005 voor het eerst in een finale, op het ITF-toernooi van Darmstadt (Duitsland), samen met landgenote Vanessa Henke – hier veroverde zij haar eerste titel, door het duo Vasilisa Bardina en Jaroslava Sjvedova te verslaan. Tot op heden(juni 2025) won zij twintig ITF-titels, de meest recente in 2015 in Brescia (Italië).
In 2006 speelde Siegemund voor het eerst op een WTA-hoofdtoernooi, op het toernooi van Berlijn, samen met de Finse Emma Laine. Zij stond in 2015 voor het eerst in een WTA-finale, op het toernooi van Marrakesh, samen met de Oekraïense Maryna Zanevska – zij verloren van het koppel Tímea Babos en Kristina Mladenovic. Later dat jaar won zij haar eerste WTA-titel op het toernooi van Rosmalen, samen met de Amerikaanse Asia Muhammad. In 2020 won zij een grandslamtitel op het US Open, samen met Russin Vera Zvonarjova – daarmee steeg zij op de WTA-ranglijst naar de 33e plaats.
Op het US Open 2023 bereikte zij met dezelfde partner weer een grandslamfinale – daarmee klom zij op de wereldranglijst naar de twaalfde plek. In oktober won zij met Zvonarjova het WTA-toernooi van Nanchang, haar dertiende WTA-titel – hierdoor trad zij toe tot de top tien van de wereldranglijst. Winst op het eindejaarstoernooi, terug met Vera Zvonarjova bracht haar naar de vijfde plek van de wereldranglijst. Tot op heden(juni 2025) won zij zestien WTA-titels, de meest recente in 2025 op het toernooi van Nottingham, nu samen met de Braziliaanse Beatriz Haddad Maia.
Haar hoogste notering op de WTA-ranglijst is de 4e plaats, die zij bereikte in januari 2024.

#### Gemengd dubbelspel
In 2016 won Siegemund het gemengd dubbelspeltoernooi van het US Open, samen met de Kroaat Mate Pavić. In 2024 won zij de titel op Roland Garros met de Fransman Édouard Roger-Vasselin aan haar zijde.

### Tennis in teamverband
In de periode 2017–2024 maakte Siegemund deel uit van het Duitse Fed Cup-team – zij behaalde daar een winst/verlies-balans van 5–8. In 2020 wisten zij voor het eerst hun landenontmoeting in de eerste ronde van de Wereldgroep te winnen, van Brazilië.

## Posities op deWTA-ranglijst
Positie per einde seizoen:
| jaar | rang enkelspel | rang dubbelspel |
| ---- | -------------- | --------------- |
| 2002 | 1235           | –               |
| 2003 | 601            | –               |
| 2004 | 847            | –               |
| 2005 | 353            | 432             |
| 2006 | 367            | 206             |
| 2007 | 319            | 372             |
| 2008 | 307            | 211             |
| 2009 | 227            | 152             |
| 2010 | 225            | 179             |
| 2011 | 243            | 289             |
| 2012 | 383            | 1083            |
| 2013 | 235            | 488             |
| 2014 | 161            | 232             |
| 2015 | 90             | 44              |
| 2016 | 31             | 86              |
| 2017 | 69             | 128             |
| 2018 | 117            | 80              |
| 2019 | 73             | 82              |
| 2020 | 50             | 41              |
| 2021 | 124            | 58              |
| 2022 | 169            | 27              |
| 2023 | 86             | 5               |
| 2024 | 84             | 21              |

## Palmares
| Legenda                 |
| ----------------------- |
| Grandslamtoernooi       |
| Olympische Spelen       |
| Year-End Championships  |
| Premier Mandatory       |
| Premier Five / WTA 1000 |
| Premier / WTA 500       |
| International / WTA 250 |
| Challenger / WTA 125    |

### WTA-finaleplaatsen enkelspel
| nr.              | finale     | toernooi      | ondergrond | tegenstandster      | score         |         |
| ---------------- | ---------- | ------------- | ---------- | ------------------- | ------------- | ------- |
| gewonnen finales |            |               |            |                     |               |         |
| 1.               | 2016-07-24 | WTA Båstad    | gravel     | Kateřina Siniaková  | 7-5, 6-1      | details |
| 2.               | 2017-04-30 | WTA Stuttgart | gravel (i) | Kristina Mladenovic | 6-1, 2-6, 7-6 | details |
| verloren finales |            |               |            |                     |               |         |
| 1.               | 2016-04-24 | WTA Stuttgart | gravel (i) | Angelique Kerber    | 4-6, 0-6      | details |
| 2.               | 2023-07-30 | WTA Warschau  | hardcourt  | Iga Świątek         | 0-6, 1-6      | details |
| 3.               | 2024-09-22 | WTA Hua Hin   | hardcourt  | Rebecca Šramková    | 4-6, 4-6      | details |

### WTA-finaleplaatsen vrouwendubbelspel
| nr.              | finale     | toernooi          | ondergrond    | partner                  | tegenstandsters                                | score            |         |
| ---------------- | ---------- | ----------------- | ------------- | ------------------------ | ---------------------------------------------- | ---------------- | ------- |
| gewonnen finales |            |                   |               |                          |                                                |                  |         |
| 01.              | 2015-06-14 | WTA Rosmalen      | gras          | Asia Muhammad            | Jelena Janković Anastasija Pavljoetsjenkova    | 6-3, 7-5         | details |
| 02.              | 2015-08-01 | WTA Florianópolis | gravel        | Annika Beck              | María Irigoyen Paula Kania                     | 6-3, 7-6         | details |
| 03.              | 2015-10-25 | WTA Luxemburg     | hardcourt (i) | Mona Barthel             | Anabel Medina Garrigues Arantxa Parra Santonja | 6-2, 7-6         | details |
| 04.              | 2018-10-19 | WTA Moskou        | hardcourt (i) | Aleksandra Panova        | Darija Jurak Raluca Olaru                      | 6-2, 7-6         | details |
| 05.              | 2019-09-21 | WTA Guangzhou     | hardcourt     | Peng Shuai               | Alexa Guarachi Giuliana Olmos                  | 6-2, 6-1         | details |
| 06.              | 2020-09-11 | US Open           | hardcourt     | Vera Zvonarjova          | Nicole Melichar Xu Yifan                       | 6-4, 6-4         | details |
| 07.              | 2022-03-06 | WTA Lyon          | hardcourt (i) | Vera Zvonarjova          | Alicia Barnett Olivia Nicholls                 | 7-5, 6-1         | details |
| 08.              | 2022-04-03 | WTA Miami         | hardcourt     | Vera Zvonarjova          | Veronika Koedermetova Elise Mertens            | 7-6, 7-5         | details |
| 09.              | 2022-10-16 | WTA Cluj-Napoca   | hardcourt (i) | Kirsten Flipkens         | Kamilla Rachimova Jana Sizikova                | 6-3, 7-5         | details |
| 10.              | 2023-01-14 | WTA Hobart        | hardcourt     | Kirsten Flipkens         | Viktorija Golubic Panna Udvardy                | 6-4, 7-5         | details |
| 11.              | 2023-08-06 | WTA Washington    | hardcourt     | Vera Zvonarjova          | Alexa Guarachi Monica Niculescu                | 6-4, 6-4         | details |
| 12.              | 2023-09-30 | WTA Ningbo        | hardcourt     | Vera Zvonarjova          | Guo Hanyu Jiang Xinyu                          | 4-6, 6-3, [10-5] | details |
| 13.              | 2023-10-22 | WTA Nanchang      | hardcourt     | Vera Zvonarjova          | Eri Hozumi Makoto Ninomiya                     | 6-4, 6-2         | details |
| 14.              | 2023-11-06 | WTA Finals        | hardcourt     | Vera Zvonarjova          | Nicole Melichar-Martinez Ellen Perez           | 6-4, 6-4         | details |
| 15.              | 2024-10-19 | WTA Japan (Osaka) | hardcourt     | Ena Shibahara            | Cristina Bucșa Monica Niculescu                | 3-6, 6-2, [10-2] | details |
| 16.              | 2025-06-22 | WTA Nottingham    | gras          | Beatriz Haddad Maia      | Anna Danilina Ena Shibahara                    | 6-3, 6-2         | details |
| verloren finales |            |                   |               |                          |                                                |                  |         |
| 1.               | 2015-05-02 | WTA Marrakesh     | gravel        | Maryna Zanevska          | Tímea Babos Kristina Mladenovic                | 1-6, 6-7         | details |
| 2.               | 2016-06-19 | WTA Mallorca      | gras          | Anna-Lena Friedsam       | Gabriela Dabrowski María José Martínez Sánchez | 4-6, 2-6         | details |
| 3.               | 2018-08-25 | WTA New Haven     | hardcourt     | Hsieh Su-wei             | Andrea Sestini-Hlaváčková Barbora Strýcová     | 4-6 7-6, [4-10]  | details |
| 4.               | 2022-10-01 | WTA Tallinn       | hardcourt (i) | Nicole Melichar-Martinez | Ljoedmyla Kitsjenok Nadija Kitsjenok           | 5-7, 6-4, [7-10] | details |
| 5.               | 2023-03-18 | WTA Indian Wells  | hardcourt     | Beatriz Haddad Maia      | Barbora Krejčíková Kateřina Siniaková          | 1-6, 7-6, [7-10] | details |
| 6.               | 2023-09-10 | US Open           | hardcourt     | Vera Zvonarjova          | Gabriela Dabrowski Erin Routliffe              | 6-7, 3-6         | details |
| 7.               | 2024-05-05 | WTA Madrid        | gravel        | Barbora Krejčíková       | Cristina Bucșa Sara Sorribes Tormo             | 0-6, 2-6         | details |
| 8.               | 2024-10-27 | WTA Tokio         | hardcourt     | Ena Shibahara            | Shuko Aoyama Eri Hozumi                        | 4-6, 6-7         | details |
| 9.               | 2025-01-10 | WTA Adelaide      | hardcourt     | Beatriz Haddad Maia      | Guo Hanyu Aleksandra Panova                    | 5-7, 4-6         | details |

### Finaleplaatsen gemengd dubbelspel
| nr.              | finale     | toernooi      | ondergrond | partner                | tegenstanders                 | score    |         |
| ---------------- | ---------- | ------------- | ---------- | ---------------------- | ----------------------------- | -------- | ------- |
| gewonnen finales |            |               |            |                        |                               |          |         |
| 1.               | 2016-09-09 | US Open       | hardcourt  | Mate Pavić             | Coco Vandeweghe Rajeev Ram    | 6-4, 6-4 | details |
| 2.               | 2024-06-06 | Roland Garros | gravel     | Édouard Roger-Vasselin | Desirae Krawczyk Neal Skupski | 6-4, 7-5 | details |
| verloren finales |            |               |            |                        |                               |          |         |
| geen             |            |               |            |                        |                               |          |         |

## Resultaten grandslamtoernooien
| Legenda | Legenda                          |
| ------- | -------------------------------- |
| g.t.    | geen toernooi gehouden           |
| l.c.    | lagere categorie                 |
| –       | niet deelgenomen                 |
| G       | uitgeschakeld in de groepsfase   |
| 1R      | uitgeschakeld in de eerste ronde |
| 2R      | uitgeschakeld in de tweede ronde |
| 3R      | uitgeschakeld in de derde ronde  |
| 4R      | uitgeschakeld in de vierde ronde |
| KF      | uitgeschakeld in de kwartfinale  |
| HF      | uitgeschakeld in de halve finale |
| F       | de finale verloren               |
| W       | het toernooi gewonnen            |
| w-v     | winst/verlies-balans             |

### Enkelspel
| toernooi        | 2015 | 2016 | 2017 | 2018 | 2019 | 2020 | 2021 | 2022 | 2023 | 2024 | 2025 |
| --------------- | ---- | ---- | ---- | ---- | ---- | ---- | ---- | ---- | ---- | ---- | ---- |
| Australian Open | –    | 3R   | 1R   | –    | 2R   | 2R   | 1R   | –    | 3R   | 2R   | 3R   |
| Roland Garros   | –    | 1R   | –    | 1R   | 2R   | KF   | 1R   | –    | –    | 1R   | 1R   |
| Wimbledon       | 1R   | 1R   | –    | –    | 2R   | g.t. | 1R   | –    | –    | 2R   |      |
| US Open         | 1R   | 3R   | –    | 1R   | 2R   | 1R   | –    | 1R   | 1R   | 1R   |      |

### Vrouwendubbelspel
| toernooi        | 2015 | 2016 | 2017 | 2018 | 2019 | 2020 | 2021 | 2022 | 2023 | 2024 | 2025 |
| --------------- | ---- | ---- | ---- | ---- | ---- | ---- | ---- | ---- | ---- | ---- | ---- |
| Australian Open | –    | 1R   | 2R   | –    | 1R   | 1R   | 3R   | –    | 1R   | KF   | 3R   |
| Roland Garros   | –    | 3R   | –    | –    | 3R   | 2R   | 3R   | 1R   | 1R   | 3R   | 3R   |
| Wimbledon       | –    | 1R   | –    | –    | 3R   | g.t. | 3R   | –    | KF   | KF   |      |
| US Open         | 2R   | 1R   | –    | 3R   | 3R   | W    | –    | –    | F    | 3R   |      |

### Gemengd dubbelspel
| toernooi        | 2016 | 2017 | 2018 | 2019 |    | 2021 | 2022 | 2023 | 2024 | 2025 |
| --------------- | ---- | ---- | ---- | ---- | -- | ---- | ---- | ---- | ---- | ---- |
| Australian Open | –    | 1R   | –    | –    | 1R | –    | –    | KF   | –    |      |
| Roland Garros   | –    | –    | –    | –    | 1R | 1R   | –    | W    | KF   |      |
| Wimbledon       | 2R   | –    | –    | KF   | –  | –    | 1R   | 1R   |      |      |
| US Open         | W    | –    | 1R   | 1R   | –  | 1R   | 1R   | –    |      |      |